# Stephen Costello
Stephen John Costello (Filadelfia, 29 settembre 1981) è un tenore statunitense, destinatario del Richard Tucker Award del 2009. Costello si è esibito in noti teatri d'opera di tutto il mondo, tra cui Covent Garden, Metropolitan Opera e Lyric Opera of Chicago. Nel 2010 Costello ha interpretato il ruolo di Greenhorn (Ismaele) nella prima mondiale di Moby-Dick di Jake Heggie alla Dallas Opera.

## Istruzione e formazione vocale
Nativo di Filadelfia, Costello si è laureato del 2007 nell'Accademia delle Arti vocali della città, dove ha eseguito il Duca in Rigoletto, Rodolfo in La bohème, Nemorino in L'Elisir D'Amore, Ferrando in Così Fan Tutte, Fritz in L'Amico Fritz, Roberto in Le Villi, e Des Grieux nell Manon di Massenet. Ha studiato con l'insegnante vocale Bill Schuman.

## Carriera operistica professionale
Mentre era ancora a scuola, Costello fece il suo debutto professionale come Rodolfo in La Bohème con la Fort Worth Opera nel marzo 2006 e il suo debutto europeo col Grand Théâtre de Bordeaux come Nemorino in L'Elisir D'Amore nel settembre 2006. Sempre nel 2006 fece debutti con la Dallas Opera come Leicester in Maria Stuarda e con Opera Orchestra di New York come il Pescatore nel Guglielmo Tell (il suo debutto alla Carnegie Hall).
Costello ha debuttato al Metropolitan Opera nella serata di apertura della sua stagione 2007-2008, come Arturo in Lucia di Lammermoor. Ha interpretato Cassio nell'Otello di Verdi al Festival di Salisburgo nel 2008. Ha debuttato al Covent Garden nel 2009 come Carlo in Linda di Chamounix. Nella stessa stagione debutta all'Opera di Chicago nel ruolo di Camille ne La vedova allegra e alla Tchaikovsky Concert Hall di Mosca nel ruolo di Roméo in Romeo e Giulietta, ruolo del suo successivo debutto all'Opera di San Diego. Altri ruoli degni di nota includono Christian in Cyrano de Bergerac con la Opera Company of Philadelphia, il ruolo principale di Roberto Devereux alla Dallas Opera e Rinuccio in Gianni Schicchi al Festival dei Due Mondi diretto da James Conlon.
Il 30 aprile 2010 Costello ha interpretato il ruolo di Greenhorn (Ishmael) nella prima mondiale di Moby-Dick di Jake Heggie alla Dallas Opera (con Ben Heppner nel ruolo del Capitano Achab). Nel 2010 è apparso anche nel ruolo di Rodolfo ne La bohème alla Deutsche Oper di Berlino, all'Opera di Cincinnati e al Festival di Salisburgo in Romeo e Giulietta. Nel novembre 2010 ha interpretato Henry Percy in Anna Bolena, e quindi ha interpretato i 3 personaggi principali del tenore in ciascuna delle opere sui Tudor di Donizetti in un arco di 4 stagioni alla Dallas Opera. Il suo debutto all'Opera di Santa Fe fu nel ruolo di Roméo in Roméo et Juliette nel luglio 2016.

## Onorificenze
Oltre al Richard Tucker Award 2009, Costello ha ricevuto una borsa di studio per la carriera nel 2007 dalla Richard Tucker Music Foundation e una borsa di studio Sara Tucker nel 2006. Nel 2006 ha vinto il Primo Premio al Concorso George London Foundation For Singers, il Primo Premio e il Premio del Pubblico al Concorso Giargiari Bel Canto dell'Academy of Vocal Arts e il Primo Premio al Concorso Licia Albanese Puccini Foundation.